# Amaurobius milloti
Amaurobius milloti är en spindelart som beskrevs av Ernest Everett Hubert 1973. Amaurobius milloti ingår i släktet Amaurobius och familjen mörkerspindlar.
Artens utbredningsområde är Nepal. Inga underarter finns listade i Catalogue of Life.